# Li Kochman
Li Kochman (18 de abril de 1995) es un deportista israelí que compite en judo.
Participó en los Juegos Olímpicos de Tokio 2020, obteniendo una medalla de bronce en la prueba de equipo mixto. En los Juegos Europeos de Minsk 2019 obtuvo una medalla de plata en la categoría de –90 kg.
Ganó una medalla de plata en el Campeonato Europeo de Judo de 2019.

## Palmarés internacional
| Juegos Olímpicos   | Juegos Olímpicos    | Juegos Olímpicos  | Juegos Olímpicos |
| Año                | Lugar               | Medalla           | Categoría        |
| ------------------ | ------------------- | ----------------- | ---------------- |
| 2020               | Tokio (Japón)       | Medalla de bronce | Equipo mixto     |
| Juegos Europeos    |                     |                   |                  |
| Año                | Lugar               | Medalla           | Categoría        |
| 2019               | Minsk (Bielorrusia) | Medalla de plata  | –90 kg           |
| Campeonato Europeo |                     |                   |                  |
| Año                | Lugar               | Medalla           | Categoría        |
| 2019               | Minsk (Bielorrusia) | Medalla de plata  | –90 kg           |